# Thumen
Thumen (bodenseealemannisch: Dummə oder Schaibə) ist ein Gemeindeteil der Gemeinde Sigmarszell im bayerisch-schwäbischen Landkreis Lindau (Bodensee).

## Geographie
Das Dorf liegt circa 0,5 Kilometer südwestlich des Hauptorts Sigmarszell. Nördlich von Thumen verläuft die Bundesstraße 308 (Queralpenstraße). Östlich fließt die Leiblach, die hier die Staatsgrenze zu Hohenweiler in Vorarlberg bildet.

## Ortsname
Der Ortsname lässt sich auf den Beinamen der tumbe zurückführen, was der Dumme bedeutet. Die vielen historischen Varianten des Ortsnamens lassen eine Kaschierung der ursprünglichen Bedeutung vermuten.

## Geschichte
Thumen wurde erstmals im Jahr 1358 als Tümen urkundlich erwähnt. 1626 wurden in Thumen acht Häuser gezählt.

## Baudenkmäler
Siehe: Liste der Baudenkmäler in Thumen

## Persönlichkeiten
- Norbert Jacques (1880–1954), Schriftsteller, Bürgermeister von Schlachters, lebte ab 1920 in Thumen
- Ludwig Kohl-Larsen (1884–1969), Arzt, Paläontologe und Forschungsreisender, lebte ab 1939 in Thumen[4]
- Otto Valentien (1897–1987), Maler, Grafiker und Architekt, lebte ab 1957 in Thumen[5]